# شهدادکوت
شهدادکوت (به انگلیسی: Shahdadkot) یک شهرک در پاکستان است که در ناحیه قنبر شهدادکوت واقع شده‌است. شهدادکوت ۴۰۰٬۰۰۰ نفر جمعیت دارد.